# Arco Delicado
El Arco Delicado (del inglés: Delicate Arch) es un arco natural localizado en Utah, Estados Unidos, muy cerca de la ciudad de Moab y del río Colorado. El arco no es solo uno de los símbolos más conocidos del Parque nacional de los Arcos, donde está ubicado, sino también de todo el estado de Utah. Su imagen puede encontrarse en las matrículas del Estado así como en un sello postal emitido en conmemoración del centenario de la fundación del estado en 1996. La antorcha olímpica de los Juegos Olímpicos de Invierno en Salt Lake City 2002 también pasó bajo este arco.
El Arco Delicado es de piedra arenisca y se encuentra en un proceso de erosión. Tiene una altura de 16 metros y en el punto más estrecho tiene un espesor de 2 metros. Al contemplar el arco se puede observar la sierra de La Sal en su interior.

## Ruta turística
Para acceder al arco se dispone de un sendero de algo más de 4 kilómetros de longitud, comenzando en el Wolfe Ranch. El desnivel del recorrido es de unos 150 m. Para el trayecto de ida y vuelta debe calcularse unas 2 o 3 horas. Los primeros tramos del sendero son planos, sendero que desaparece y que pasa a estar indicado por monañitas de rocas. La última sección del trayecto es rocosa y dura. El arco no puede apreciarse durante el camino, solo al llegar a él. Se considera esta ruta como una de las rutas más hermosas de senderismo del mundo. El arco es especialmente bello al observarse con la caída del sol.
Otra posibilidad es contemplar el arco a distancia, desde un mirador al que puede accederse en automóvil. El mirador está acondicionado para personas con problemas de movilidad.

## Controversia
En mayo de 2006 el escalador Dean Potter efectuó la primera escalada al arco de la que se tiene constancia. Por aquel entonces, no existía una prohibición explícita para escalar el mismo. La controversia surgió cuando fotografías tomadas tras la escalada mostraron señales de escalada que dañaron la suave arenisca del arco. Potter, quien inicialmente alegó que no utilizó cuerdas de escalada y que el daño del arco debía haber sido causado por otra persona, confesó finalmente el uso de cuerdas para las entradas de prueba y de la salida del arco. El suceso desembocó en una prohibición total de escalada en el parque así como senderismo por lugares no habilitados para ello. También sufrió la imagen pública de la empresa de ropa deportiva Patagonia, patrocinador y proveedor de Potter.

## Galería de imágenes

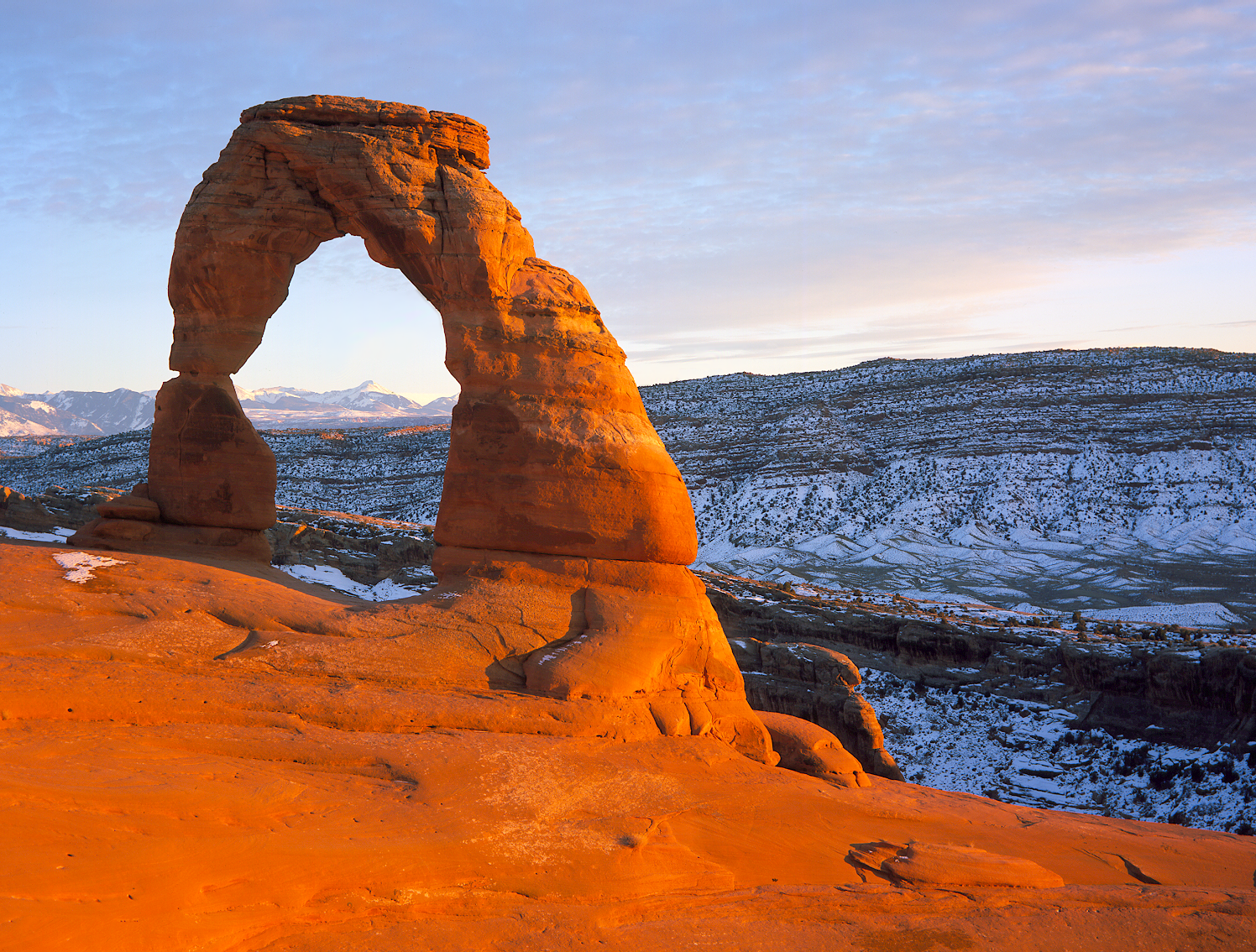
Vista del Arco Delicado en la puesta de sol.
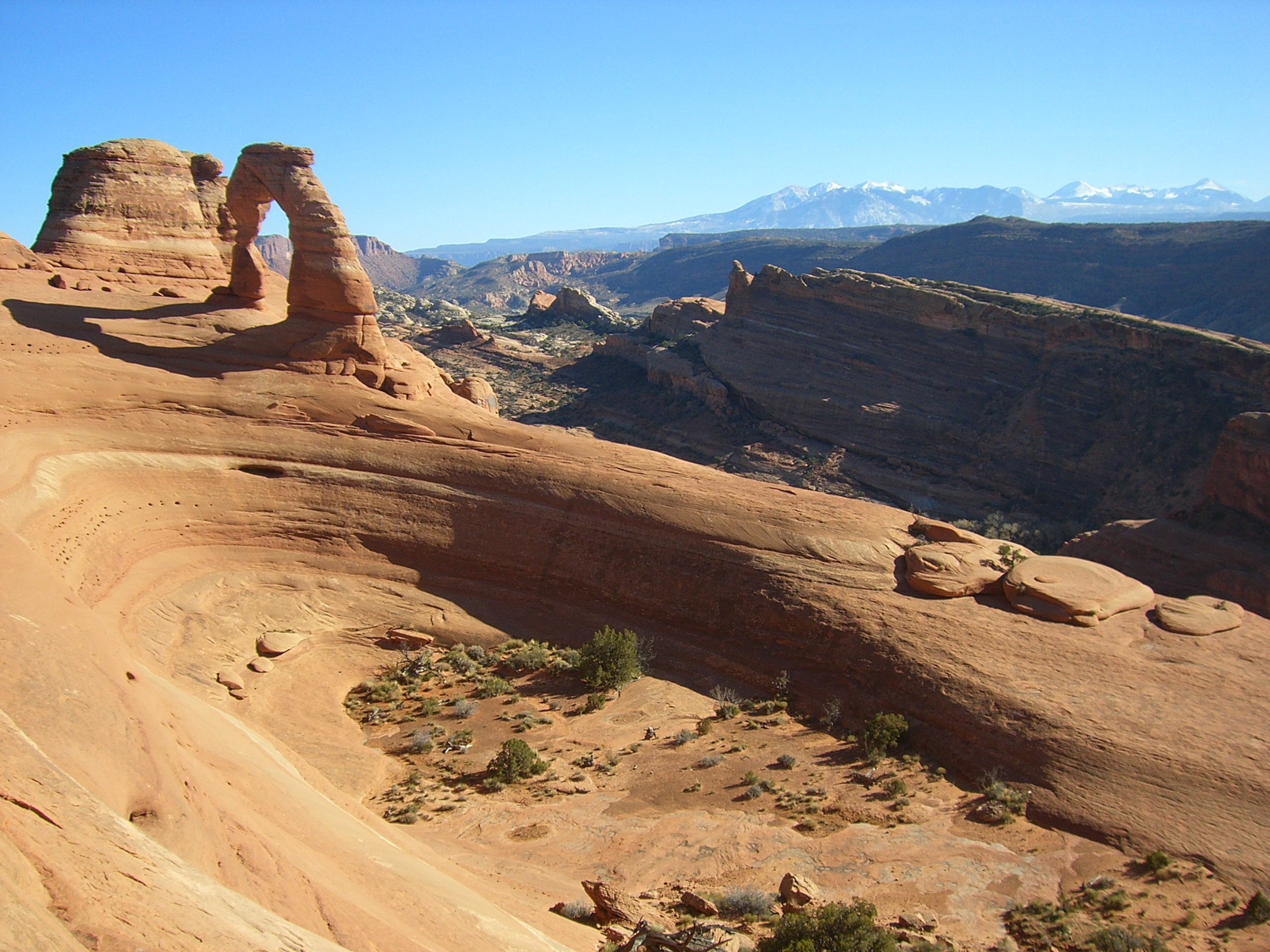
Vista del arco y sus alrededores.
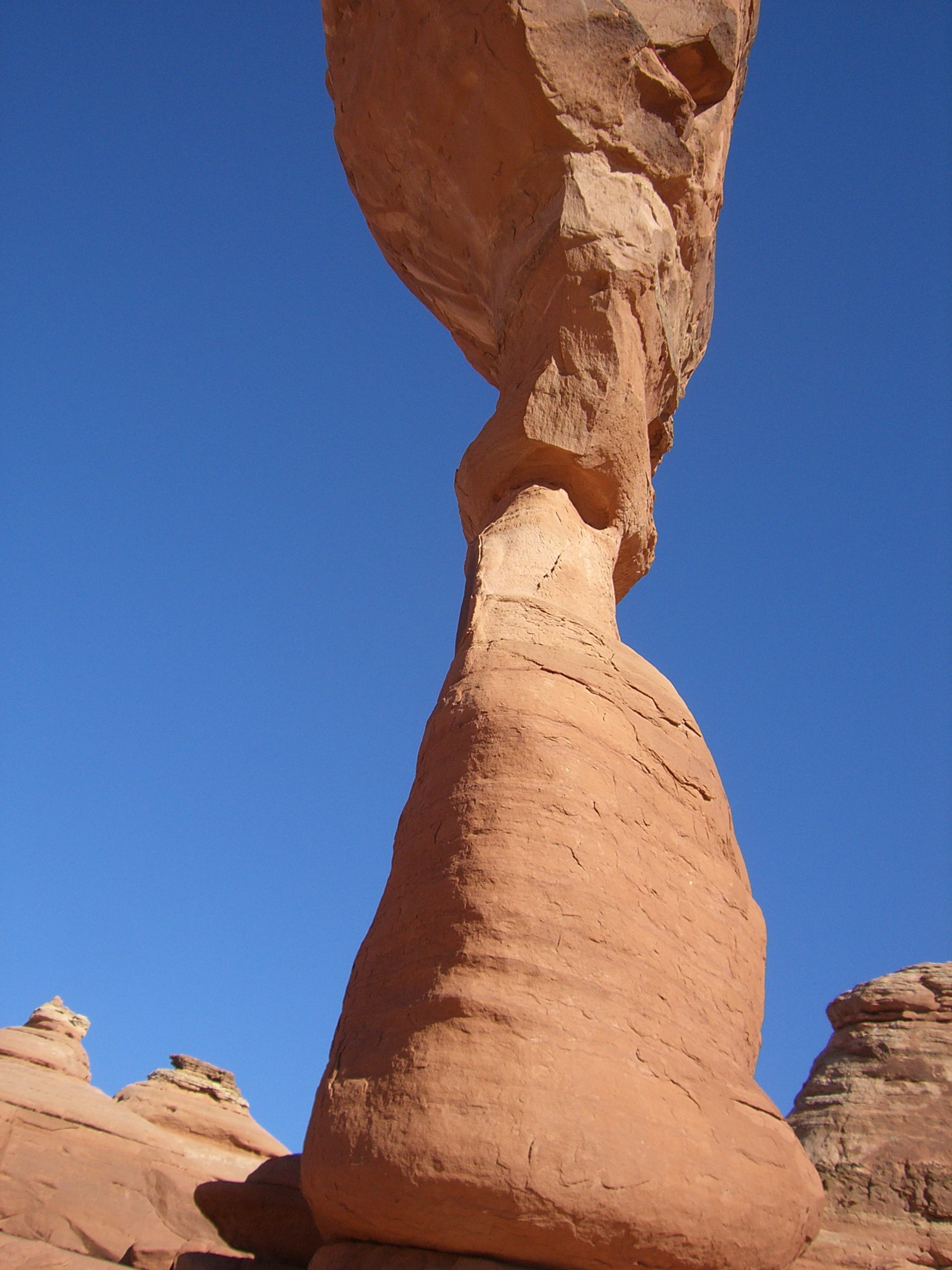
Detalle del arco.
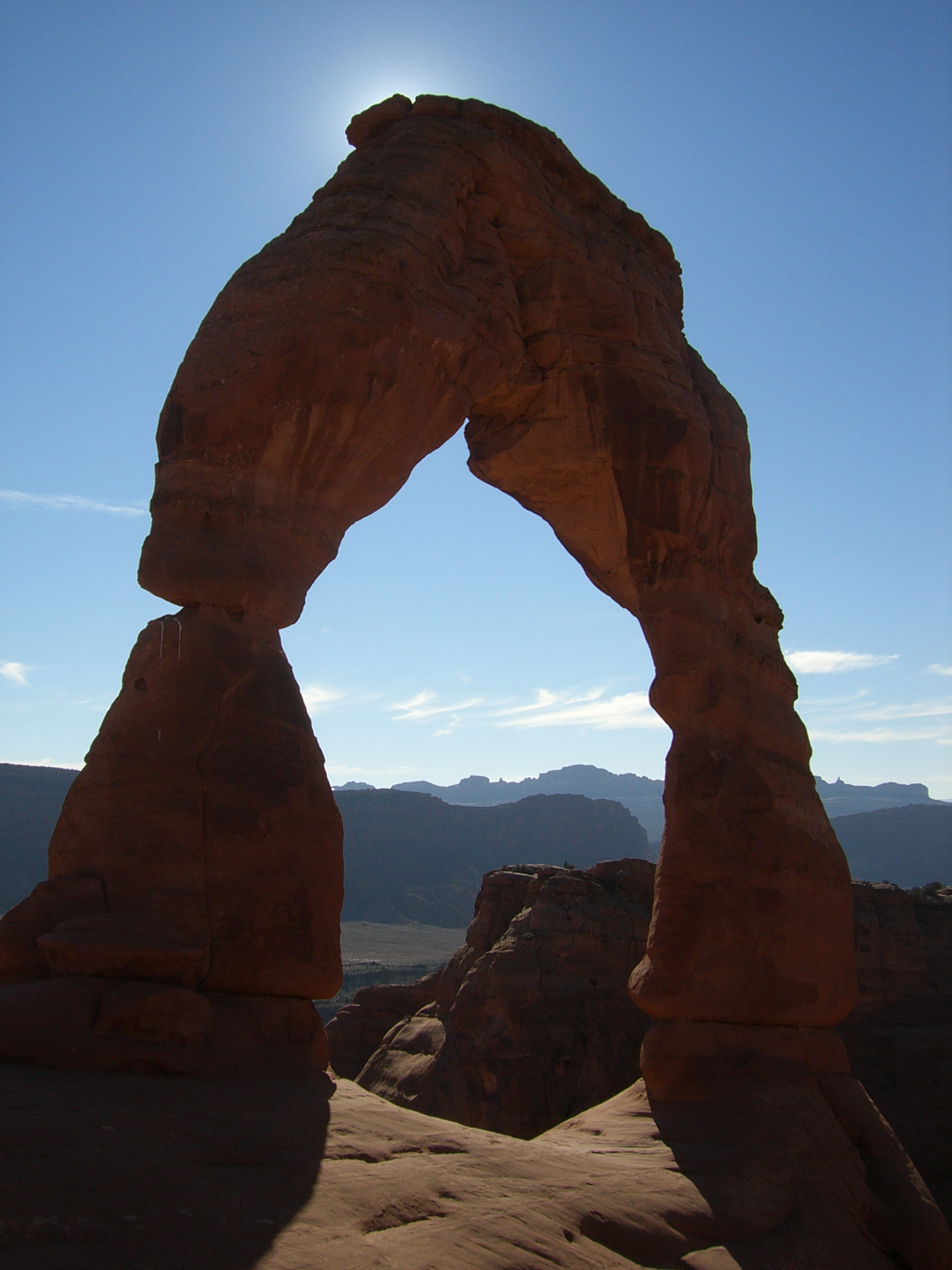
Vista del arco a contraluz.
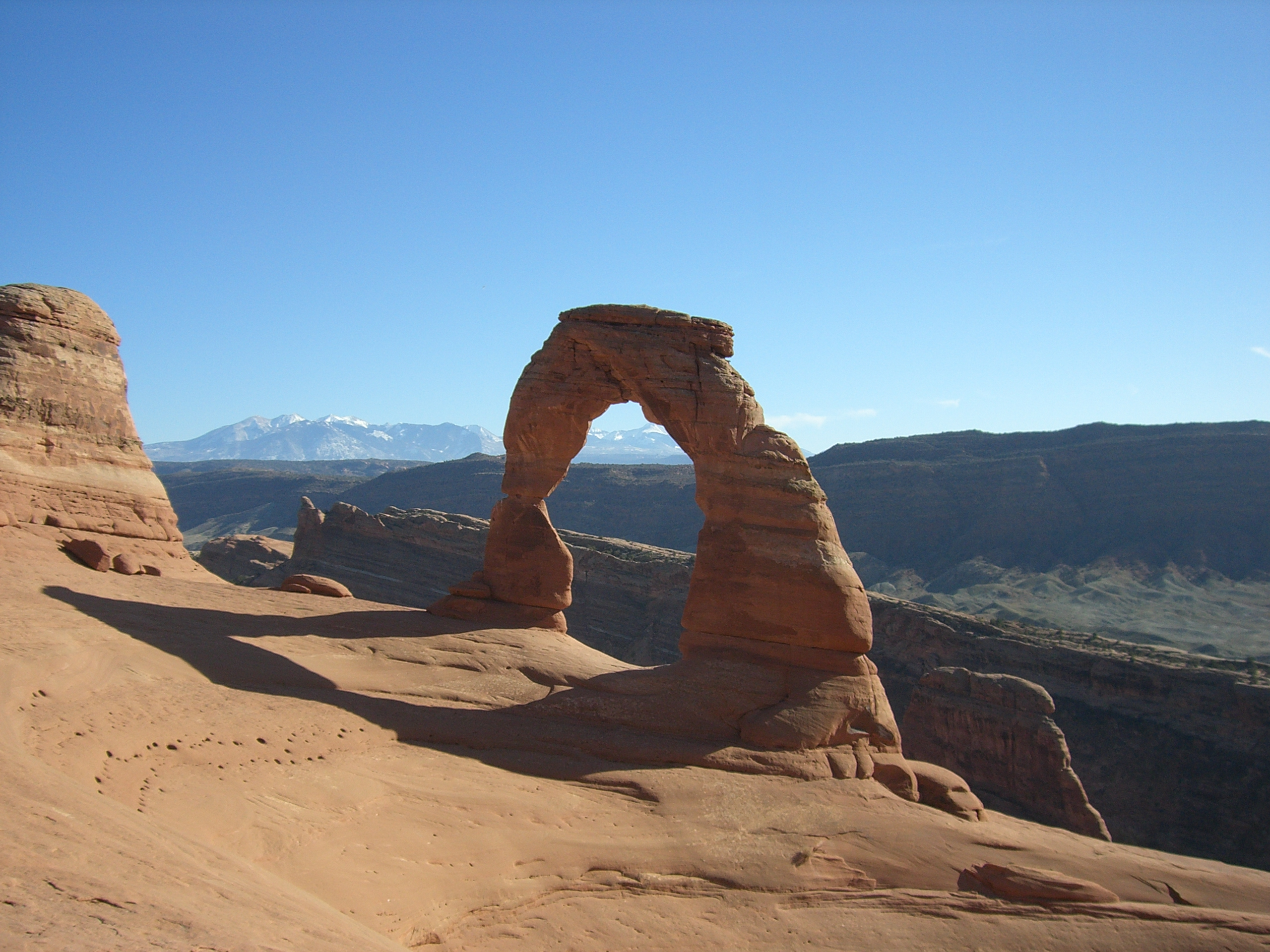
Vista del arco por la tarde.